# 横带颈须鳚
横带颈须鳚（学名：Entomacrodus striatus），又名橫帶間頸鬚鳚、點斑犁齒鳚，为輻鰭魚綱鳚形目鳚科颈须鳚属的鱼类。其种加词“striatus”意为“有条纹的”。分布於印度太平洋，從東非到萊恩群島，北至日本琉球群島、小笠原群島，南至豪勳爵島海域，深度0至5公尺，本魚體延長形，稍側扁，似圓柱狀，頭鈍短，頭頂無冠膜，頸部無葉片狀皮瓣，僅有一低皮褶，鼻鬚掌狀分支，眼上有觸鬚，上唇邊緣內側光滑，背鰭與尾柄相連，身體上有小黑斑，上唇均勻暗淡或有散在的斑點，眼睛後面有蒼白區域，隨後出現不規則的黑斑，背鰭硬棘12-14枚、背鰭軟條14-16枚、臀鰭硬棘2枚、臀鰭軟條15-18枚，體長可達11公分。，棲息在潮間帶的礁岩或潟湖，以藻類、碎屑和小型無脊椎動物為食，生活習性不明，可做為觀賞魚。该物种的模式产地在毛里求斯。